# جوزيف سي. بينتر
جوزيف سي. بينتر هو سياسي أمريكي، ولد في 14 سبتمبر 1840 في ميزوري في الولايات المتحدة، وتوفي في 17 نوفمبر 1911 في والا والا في الولايات المتحدة. نشط حزبياً في الحزب الجمهوري. وقد انتخب عضو مجلس نواب واشنطن ‏.